# Rigi

Rigi 3D

Il Rigi è una montagna al centro della Svizzera facente parte della catena montuosa delle Prealpi Svizzere. È detto anche localmente la "Regina delle Montagne".

## Descrizione
La vetta maggiore è la Rigi-Kulm, alta 1798 metri s.l.m., mentre la Rigi-Hochflue, Dossen, Rotstock e Rigi-Scheidegg sono progressivamente più basse.
La montagna offre la possibilità di praticare numerose attività, tra cui sciare in inverno, fare passeggiate o praticare Nordic Walking in estate.
Il Rigi fu riprodotto in un famoso dipinto di William Turner, The Blue Rigi, Sunrise.
Una lunga, articolata, naturalistica descrizione dell’ascesa al Rigi è contenuta in una lettera che Victor Hugo, in viaggio nelle Alpi svizzere, scrisse alla moglie Adèle nel 1839. Questo scritto fa parte di Appunti di viaggio (Alpi e Pirenei) successivamente raccolti in volume. (In Italia, ripubblicato nel 2017 da Elliot: “In viaggio – Le Alpi”)
Sul Rigi vige il divieto di circolazione con veicoli a motore. La vetta è accessibile a piedi, oppure con la  funivia da Kussnacht am Rigi, Gersau, Goldau e il treno a cremagliera da Vitznau.

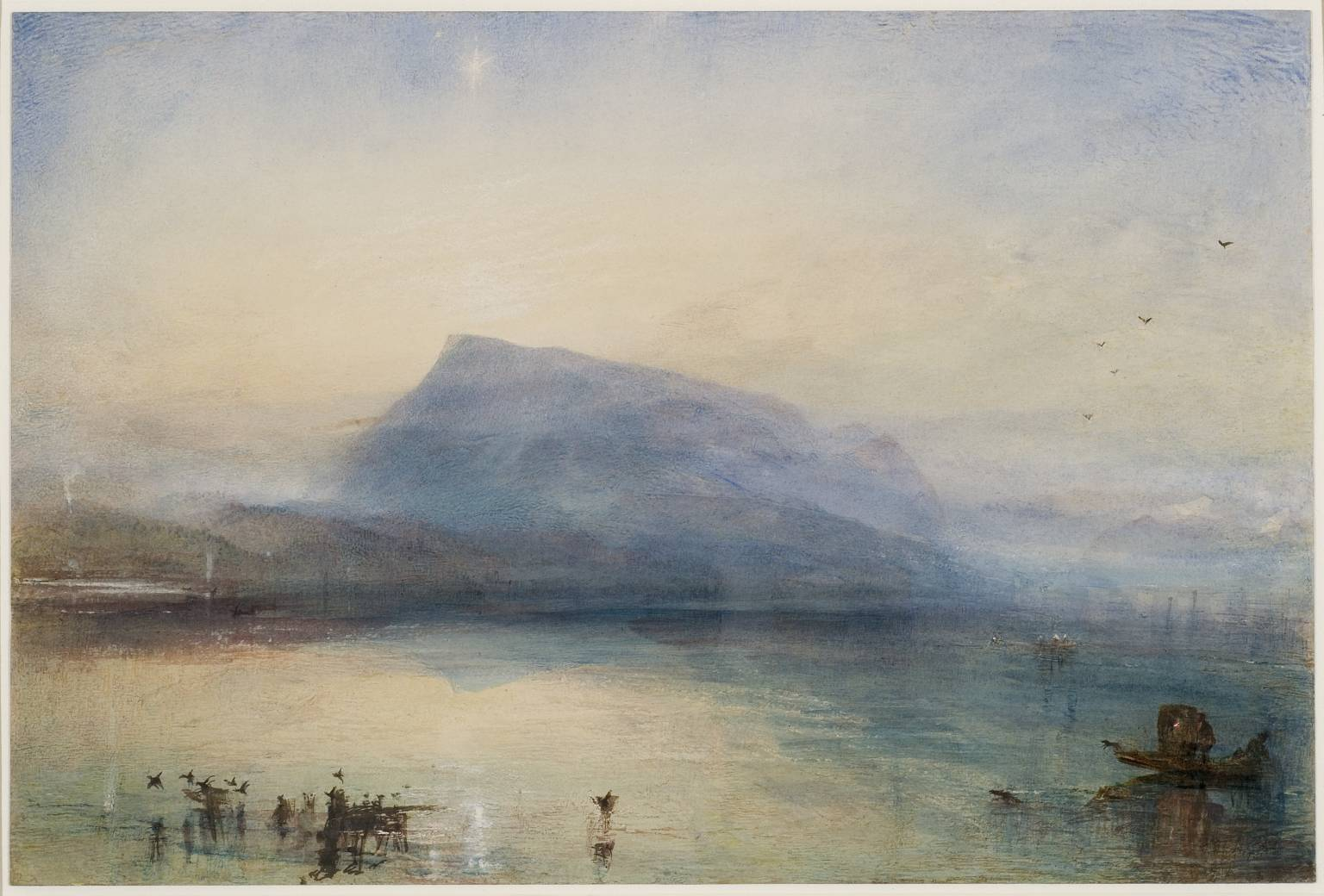
William Turner: The Blue Rigi, Sunrise, 1842. Tate Britain, Londra

## Etimologia
Il nome "Rigi" deriva da Riginen con cui, in tedesco, si indica la stratificazione chiaramente visibile sul lato settentrionale della montagna, che è anche una delle sue caratteristiche principali.

Nei primi anni in cui si sviluppò il turismo nelle Alpi svizzere, si diceva che il nome derivasse dal latino Regina montium, che significa "Regina delle Montagne". Tuttavia già nel 1384 si parlava di Riginen.

## Trasporti pubblici
Ci sono diverse possibilità di trasporto pubblico per arrivare in cima al Rigi:
- Con la ferrovia a cremagliera da Arth-Goldau e da Vitznau, operata dalle Rigi Bahnen. La Vitznau-Rigi Bahn fu costruita a partire dal 21 maggio 1871 diventando così la prima ferrovia a cremagliera d'Europa. Il 4 giugno 1875 furono ultimati i lavori anche sul lato opposto della montagna. Entrambe le linee conducono oggi fino alla vetta.
- Con la funivia da Weggis a Rigi-Kaltbad.
- Con la funivia dalla stazione di Kräbel sulla ferrovia Arth-Rigi a Rigi-Scheidegg.

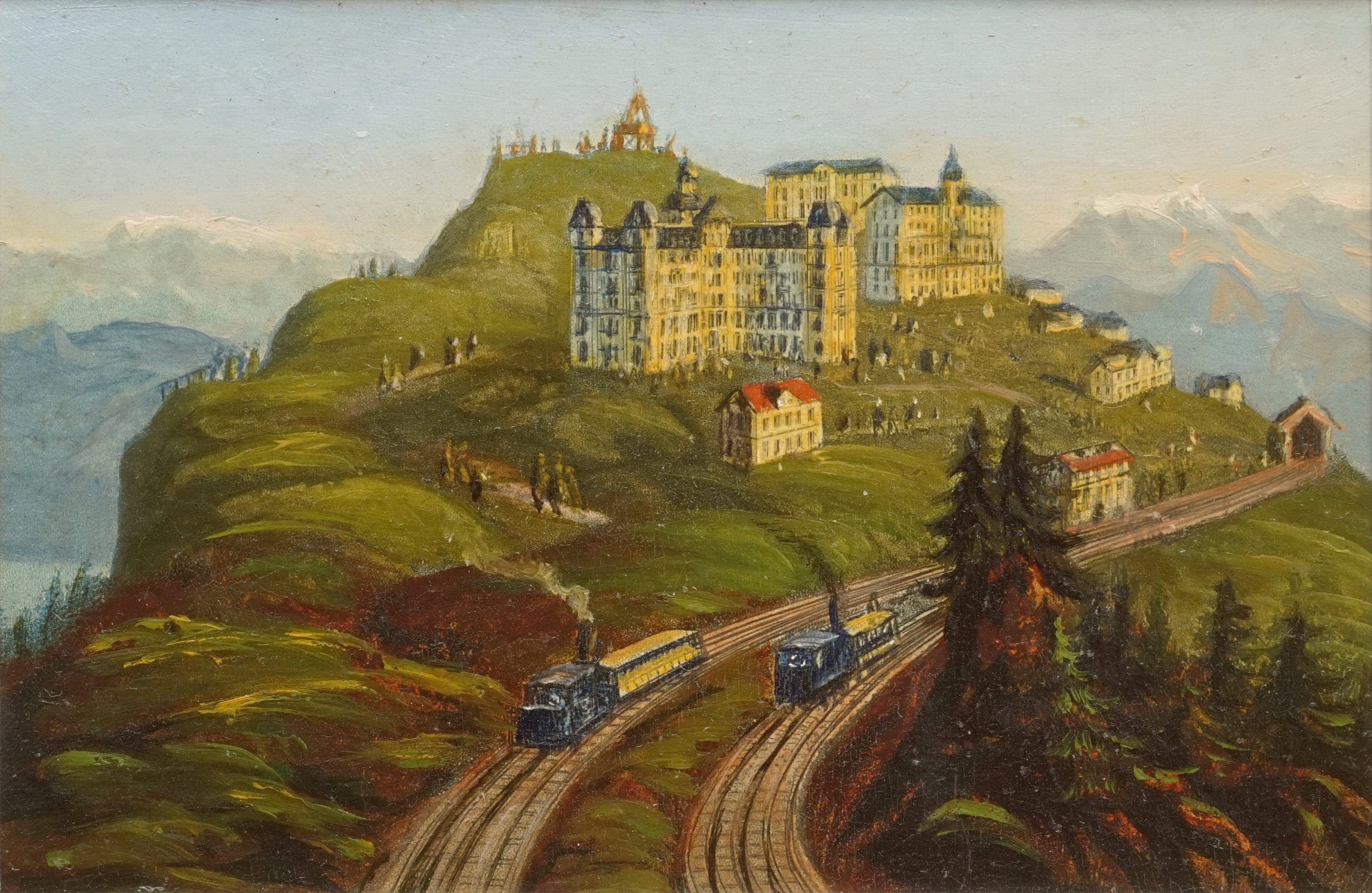
Rigi Kulm con le due ferrovie a cremagliera, intorno al 1880. Schizzo ad olio di Heinrich Müller
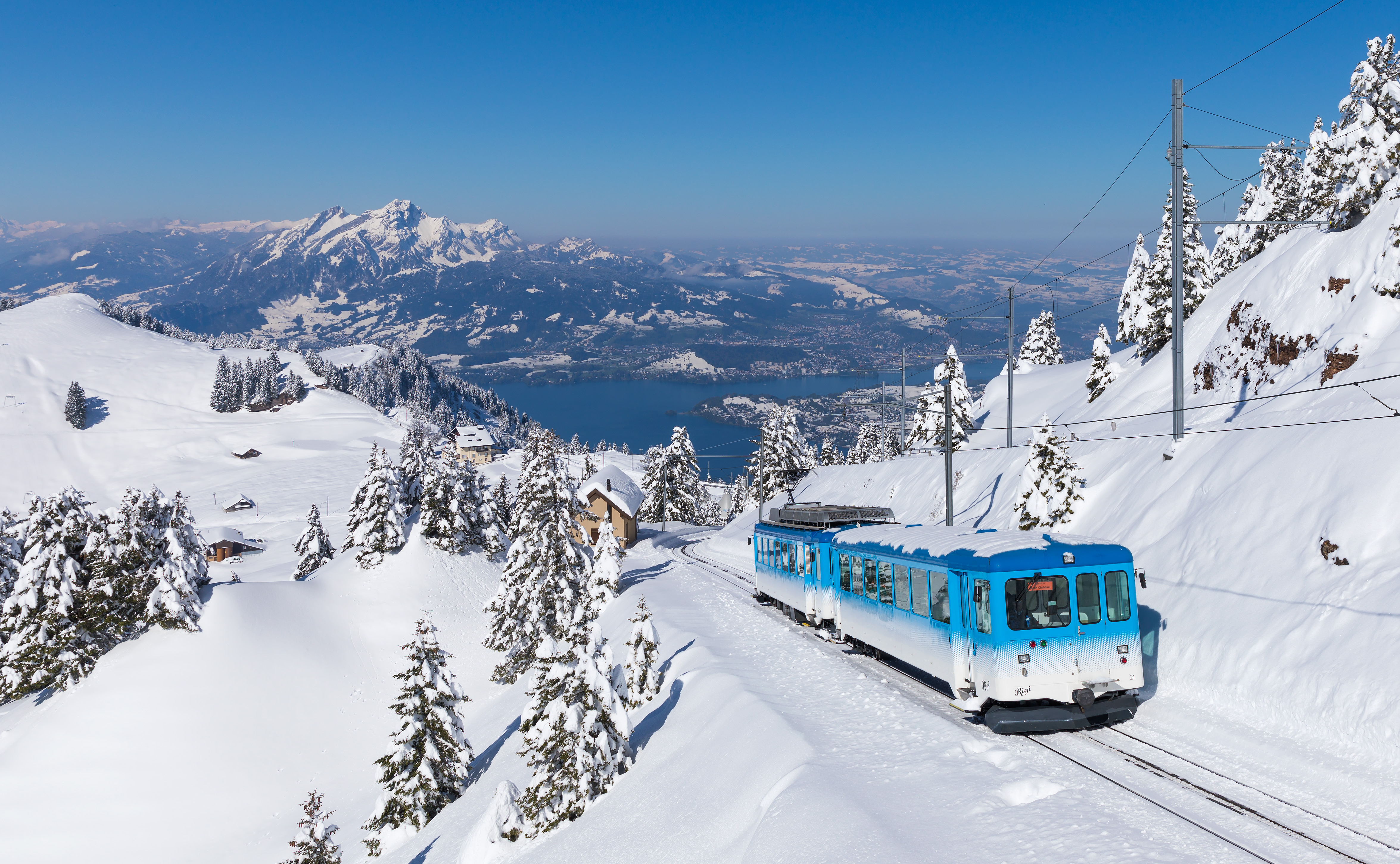
Un treno della Arth-Rigi Bahn dopo una nevicata. Sullo sfondo il Pilatus (aprile 2016)